# Damian Krużyński
 Damian Krużyński  (ur. 28 września 2003 w Toruniu) – polski koszykarz, występujący na pozycjach rzucający/niski skrzydłowy, wychowanek MKS Zryw Toruń, po wypożyczeniu w 2023 z KK Cedevity Olimpija aktualnie zawodnik zespołu PGE Spójni Stargard. 3 stycznia 2025 został wypożyczony do SKS-u Fulimpex Starogard Gdański. 

## Kariera
Damian Krużyński to 21-letni zawodnik, wychowanek MKS Zryw Toruń. Swoje pierwsze kroki z koszykówką stawiał w Szkole Podstawowej nr 15 w Toruniu. W 2013 w wieku 10 lat zadebiutował w klubie MKS Zryw Toruń. 29 kwietnia 2014 w wieku 11 lat wraz z bratem Kamilem zagrał w drużynie SP 15 podczas Toruńskiej Ligi Koszykówki szkół średnich i podstawowych (to jedne z najstarszych cyklicznych rozgrywek szkolnych w formie ligi w regionie toruńskim) i zajął z tą drużyną pierwsze miejsce w kategorii szkół podstawowych. W marcu 2017 był w składzie kadry województwa Kujawsko-Pomorskiego podczas Ogólnopolskiej Olimpiady Młodzieży w Wieliczce zajmując trzecie miejsce w Polsce. W sezonie 2017/2018 zagrał w ośmiu meczach w rozgrywkach Junior U-16 w klubie MKS Zryw Toruń. W sezonie 2018/2019 reprezentował Twarde Pierniki Toruń w rozgrywkach Mistrzostw Polski U 16, w klubie Twarde Pierniki 2003 Toruń zagrał w 10 meczach i zdobył 227 punktów. Kolejny sezon spędził w Poznaniu, gdzie zagrał w 15 meczach w zespole Biofarm Basket Junior Poznań w rozgrywkach III ligi zdobywając 165 punktów, a następnie  rozpoczął treningi w II ligowym Biofarm Basket II Poznań, gdzie w 9 meczach zdobył 28 punktów. 
W 2020 roku wyjechał kontynuować karierę do Słowenii, gdzie trenował w KD Slovan Ljubljana (liga juniorska U-18). Sezon 2021/2022 spędził w Ilirija Ljubljana (I liga w U-18 i U-20) pod okiem Saszy Doncica (ojca sławnego koszykarza NBA, Luki Doncica). W rozgrywkach Slovenia-Liga Nova KBM wystąpił w 14 potyczkach, zaliczając średnio 1,9 punktu, a także w 9 spotkaniach rozgrywek Alpe Adria Cup (1 pkt/mecz). W 2021 roku został powołany do kadry narodowej U-18, uczestnicząc w FIBA U-18 European Challenger rozgrywanym w Konyi w Turcji. W sezonie 2022/2023 grał dalej w Ilirija Ljubljana, a w sezonie 2023/2024 kontynuował karierę w KK Cedevita Olimpija w Lublanie. W dniach 6-17 lipca 2023 brał udział w Młodzieżowych Mistrzostwach U-20 w Grecji, gdzie reprezentacja Polski U-20 wygrała tylko jeden mecz z Estonią, zajmując 15. miejsce na 16 zespołów. W roku 2023 został wypożyczony z KK Cedevita Olimpija i rozpoczął treningi z pierwszym zespołem Spójni Stargard, gdzie pierwszym trenerem był Sebastian Machowski. 14 października 2023 zadebiutował w stargardzkim klubie w meczu ekstraklasy z Legią Warszawa. Na parkiecie był dwie minuty. Miał zbiórkę w ataku, asystę i faul. W lutym 2024 będąc w składzie Spójni Stargard (Sebastian Kowalczyk, Dominik Grudziński i Oliwer Korolczuk) zagrał w turnieju Lotto Ligi 3×3 pokonując w finale Legię Warszawa i został w Sosnowcu MVP turnieju. 
13 marca 2024 został powołany do koszykarskiej kadry 3x3. Na dzień 23 marca 2024 rozegrał osiem spotkań w PGE Spójnia Stargard. Jednocześnie grał w II zespole Spójni Stargard, gdzie w rozgrywkach II ligi rozegrał 21 spotkań i zdobył 404 punktów. W dniach 17–18 marca 2024 zagrał w kadrze 3x3, gdzie w Kownie rozegrał kontrolne sparingi z Litwą i Estonią, w sumie 5 spotkań. W ramach przygotowania do sezonu 2024/2025 rozegrał kilka meczów, w tym grając 12 września 2024 z Kingami Szczecin podczas XII Memoriału Romana Wysockiego, gdzie stargardzka drużyna zajęła drugie miejsce. W ekstraklasie PLK w stargardzkim zespole zagrał w dwóch sezonach i rozegrał 17 spotkań. Z dniem 3 stycznia 2025 został wypożyczony do SKS-u Fulimpex Starogard Gdański, gdzie trenerem jest Jacek Winnicki, były szkoleniowiec PGE Spójni w latach 2019–2020.

## Osiągnięcia
Stan na 15 marca 2024, na podstawie, o ile nie zaznaczono inaczej.

### Klubowe

#### Seniorów
5x5
- Uczestnik rozgrywek:
  - FIBA Europe Cup (2023/2024)
  - FIBA Europe Cup (2024/2025)

#### 3x3
- Zdobywca:
  -  I miejsca Lotto 3×3 Ligi w Sosnowcu (2023/2024)
  - MVP turnieju Lotto 3×3 Ligi w Sosnowcu (2023/2024)
  -  I miejsca mistrzostw Polski LOTTO 3x3 Quest 2024 w Katowicach (10/11.08.2024)

#### Młodzieżowe
5x5
- Uczestnik mistrzostw Polski:
  - juniorów starszych (2018–2019)
  - juniorów (2017–2018)
    -  (2017 – 3. miejsce)
- Uczestnik mistrzostw Europy:
  -  U–18 w Turcji (2021 – 2. miejsce)
  - U–20 w Grecji (2023 – 15. miejsce)
- Uczestnik mistrzostw Słowenii U-20:
  -  z zespołem Ilirija Ljubljana (2023 – 3. miejsce)

### Reprezentacja

#### 3x3
- Uczestnik:
  - kwalifikacji do igrzysk olimpijskich 3x3 (2024)